# William Heysham Overend
William Heysham Overend (* 1851 in Coatham, North Yorkshire, England, Vereinigtes Königreich; † 1898 in London, England, Vereinigtes Königreich) war ein britischer Marinemaler und Illustrator.

## Leben

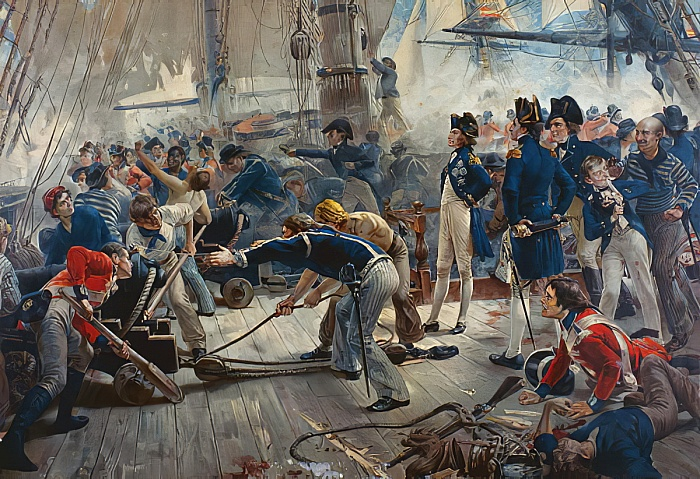
The Hero of Trafalgar

William Heysham Overend wurde 1851 in Coatham, Vereinigtes Königreich als Sohn eines Flachsspinners geboren. Bei dem Maler Davis Cooper studierte er über drei Jahre hinweg Malerei. Er war als Illustrator für eine Vielzahl von Zeitschriften tätig, unter anderem auch für die renommierte Illustrated London News, die wichtigste illustrierte Wochenzeitung ihrer Zeit. Overend war außerdem Illustrator von Büchern und fertigte etwa die Illustrationen für Bücher von George Alfred Henty an, einen englischen Schriftsteller und Kriegsberichterstatter. Darüber hinaus war Overend Maler, wobei er sich auf Darstellungen der Marine spezialisierte.
Overend stellte seine Werke regelmäßig bei der Royal Academy und dem Royal Institute of Oil Painters aus. Bei Letzterem war er ab 1886 Mitglied. Sein guter Ruf drang bis in die Vereinigten Staaten vor und so brachte Overend seine Reputation 1882 in die USA, wo er von Admiral David Porter beauftragt wurde, ein Bild zur Erinnerung an die Eroberung von New Orleans durch den späteren Admiral David Glasgow Farragut während des Amerikanischen Bürgerkriegs anzufertigen. Farragut war ein Pflegesohn Porters. Der Rang des Admirals wurde von Abraham Lincoln einzig für Farragut geschaffen, um dessen Heldentat zu ehren. Overend war in den USA durchaus erfolgreich und stellte 1893 bei der World’s Columbian Exposition in Chicago aus.
Overend starb 1898 im Alter von 47 Jahren in London. Die Ausstellung eines seiner beeindruckendsten Werke, Der Held von Trafalgar, erlebte er nicht mehr, denn es wurde erst sieben Jahre nach Overends Tod der Öffentlichkeit zugänglich gemacht.

## Werk
Die meisten Bilder Overends sind schwarz-weiße Lithografien und Gravuren. Farblithografien wie Der Held von Trafalgar oder Mein Vater ist am Steuer sind ebenso Ausnahmen wie farbige Stiche, für die etwa Karneval im Hafen von Spanien, Trinidad ein Beispiel wäre. Spezialisiert hatte sich Overend vor allem auf maritime und militärische Motive, insbesondere auf die Synthese aus beiden, die Marine also. Overends Illustrationen wohnt eine ungemeine Dynamik inne, die durch die Darstellung von Handlungen im fruchtbaren Moment erzeugt wird. Als fruchtbaren Moment bezeichnet man in der Kunst den exakten Augenblick innerhalb eines Bewegungsablaufs, dem sowohl die vorangegangene als auch die noch folgende Bewegung innewohnt. Diesen einzufangen, beherrschte Overend in Perfektion.
Neben den Drucken erschuf Overend auch einige Gemälde mit Ölfarben, die ihm einen Platz im Royal Institute of Oil Painters einbrachten.